# Kovylkino
Kovylkino (en russe : Ковылкино) est une ville de la république de Mordovie, en Russie, et le centre administratif du raïon de Kovylkino. Sa population s'élève à 20 820 habitants en 2014.

## Géographie
Kovylkino se trouve sur la rive gauche de la Mokcha, un affluent de l'Oka, à 84 km (99 km par la route) de Saransk.

## Histoire
L'origine de Kovylkino remonte au XVIIe siècle et à la création du village de Lachma (Лашма, en mokcha, Лашма signifie « vallée »). En 1703, il passa sous l'autorité d'un prince tatar baptisé, K. N. Kachaïevou, et s'appela quelque temps Kachaïevo (Кашаево). Après la construction de l'église de la Résurrection-du-Christ, le village reçut le nom de Voskressenskaïa Lachma (Воскресенская Лашма).
C'est en 1892 que fut construite près du village la section Moscou – Rouzaïevka – Syzran de la voie ferrée Moscou – Kazan. Une gare fut ouverte, à laquelle on donna le nom du propriétaire foncier Arapovo.
Elle reçut le statut officiel de ville en 1960.
Le 17 avril 2024, durant l'invasion de l'Ukraine par la Russie, les services de renseignement ukrainiens ont frappé un système radar radioélectrique autonome de l'unité militaire 84 680 située à Kovylkino en Mordovie et une usine produisant des bombardiers Tu-22M et Tu-160M au Tatarstan à l'aide de drones. Le radar capable de surveiller l'espace aérien jusqu'à 100 kilomètres d'altitude et d'une portée de 3 000 kilomètres est un Container (29B6), un radar transhorizon permettant la surveillance de l'espace aérien à longue distance et la détection des missiles balistiques,,.

## Population
Recensements (*) ou estimations de la population
| 1939* | 1959*  | 1970*  | 1979*  | 1989*  |
| ----- | ------ | ------ | ------ | ------ |
| 5 100 | 10 484 | 17 300 | 19 996 | 21 615 |

| 2002*  | 2010*  | 2012   | 2013   | 2014   |
| ------ | ------ | ------ | ------ | ------ |
| 21 873 | 21 307 | 21 137 | 20 958 | 20 820 |

## Économie
La gare de Kovylkino est située sur la ligne de chemin de fer reliant Moscou, Riazan à Samara et ensuite au réseau Transsibérien.